# シーケンシャル・サーキット プロフェット5

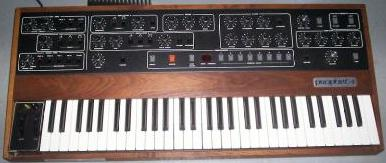
プロフェット5 Rev.3

シーケンシャル･サーキット社のプロフェット5（英語名：Prophet-5）は、デイヴ・スミスによって1977年に開発され、1978年1月にNAMMにおいて発表され、シーケンシャル・サーキット社から発売されていたアナログシンセサイザー。

## 概要
Rev.1から、Rev.3は1978年から1984年にかけて販売され、日本ではモリダイラ楽器によって輸入・販売され、日本での標準価格は170万円であった。Rev.4は2020年に発売となり、日本での輸入・販売はProphet-6などと同様に福産起業である。また、Sequential Circuitsは1987年にYAMAHAに買収されており、Rev.4は開発者であったデイヴ・スミスが創業したSEQUENTIALが製造している。渋谷区の楽器店「FIVE G」では改造を施し、MIDIに対応したモデルが売られていた。

## 特徴
当時では希少な音色メモリ可能なポリフォニックシンセサイザーで、ポリ・モジュレーション（POLY-MOD）という独自の機能により特徴的な音色が出せる。
5音同時発音が可能（5音までの和音を同時に発音することができる）で、音色はRev.1（後述）の場合40音のメモリーが可能である。音色メモリー機能はZ80をCPUとして搭載し各パラメータの状態を記録可能にしたことにより実現した。また、カセットテープ用インターフェイスを搭載しており、外部のデータレコーダに音色データをセーブできる。61鍵、2VCO+VCF+VCA+LFOの構成である。
ポリ・モジュレーションという機能は、オシレーター（VCO）Bやフィルタのエンベロープで、オシレーターA、パルスウィズス、フィルターのカットオフ周波数を変調できるもので、複雑な倍音を合成することが可能となっている。
ユニゾンモードでのグライドが可能（後発のprophet-600はポリフォニックでのグライドが可能）

## バージョン
Rev.3までで約7200台販売された。大きく分けて4つのバージョンに分かれる。機械としての安定性や機能面はRev.3が勝るが、反面楽器としての出音はRev.2以前の方が良いというユーザーもいる。
- Rev.1 - 製造番号0001から0182。製造初期のモデルで若干個体差がある。木製ボード部はアカシア材、VCOとVCFのチップはSolid State Micro Technology(SSMT)製。電源スイッチはフロントパネルにある。
- Rev.2 - 製造番号0183から1300。木製ボードの材質と内蔵チップはRev.1と同じ。電源スイッチが背面に移り、また若干パーツの変更があった。
- Rev.3 - 製造番号1301から2469。木製ボード部はクルミ材に変更、また内部のVCO、VCFチップがCurtis Electromusic Specilities(CES)製となり、電圧制御法が変わったことによりRev.1や2に比べ安定性が増した。ノブやボタン等の一部も変更されている。
- Rev.3.2 - 製造番号2470から4063。120音メモリとなった。後期モデルは部品を加えることでMIDI対応が可能。（製造番号で判断するとRev.3.3だが実際はRev.3.2が存在する）
- Rev.3.3 - 製造番号4064以降。
- Rev.4 - 2020年に発売。MIDI端子に加え、USB-B端子も搭載される。VCFは、Rev.1・2で採用されたものの同等品(SSI2140)とRev.3で採用されたもの(CEM3320)の2種類を搭載し、スイッチにより選択できるようになっている。このことから、単純なバージョンアップというよりは当機種の復刻版とされている。価格は3,499ドル。日本ではオープンプライスとなっているが、実売価格は499,800円のところが多い。また、同時に発音数が倍になったProphet-10も同時に発売された(価格は4,299ドル。日本ではオープンプライスで、実売価格は多くの店舗で599,800円)。ただしRev3以前の２段鍵盤ではなく、１段鍵盤のProphet-5 Rev.4と共通の筐体である。

## 主なユーザー

### 国内
- YMO
前期終盤のワールドツアーから後期（散開ライブまで）にかけて本機を多用し、音作りに関しても熟知していた。YMOのライブでサポートしていた矢野顕子も使用。
- 和泉宏隆
THE SQUARE在籍中に本機を使用。前任の久米大作も本機を使用していた。加入して2作目の1983年のアルバム『うち水にRainbow』から使用機材としてクレジットがあるが、その頃から1987年頃までレコーディングやライブでも使用していた。
- 小田和正（オフコース時代）
コンサート時は数台の本機を楽曲により使い分けていた。特にYes-Noにおけるポルタメントを使ったアウトロは有名。
- 喜多郎
- 坂本龍一
YMOの頃から本機を使用。特にディストーションギターの様な強烈なリードトーンは、個性的な音色の一つである。2015年の取材で、一番気に入っているシンセサイザーだと語っている[7]。
- 佐藤博
アルバム『awakening』にて本機を使用。
- TM NETWORK
初期の楽曲では使用されており、「金曜日のライオン (Take it to the lucky)」のMVで確認できる。後に廉価版であるProphet-600に変更している。
- 冨田勲
アルバム『大峡谷』にて本機を使用。
- 難波弘之
80年代前半頃から現在に至るまでレコーディングやライブで使用し続けている。1981年のソロアルバム、『PARTY TONIGHT』から使用機材として記載がある。
- 久石譲
80年代前半より、映画『風の谷のナウシカ』[8][9]や、アルバム『CURVED MUSIC』などで使用。当時、久石は本機をリン・ドラム、MC-4と共に「三種の神器」と呼んでいた[10]。
- ホッピー神山
80年代前半より使用し、PINKなどのバンドでもメインのシンセとして使用していた。近年、80年代前半に参加していたバンド、爆風銃のメンバーが再集結し行っているライブでも使用している。
- 蓑輪単志
HOUND DOG初期より、事実上の解散ライブまで使用。DVD「HOUND DOG 20050709 日本武道館帰還」（事実上の同バンド最後のライブDVD）において、1曲目の『ラストヒーロー』、『FENを聴きながら』、『Go Go サタデイナイト』など、主にメンバーチェンジ前のアルバム『BRASH BOY』収録曲で本機独特のサウンドが多用されていることが目視できる。蓑輪の後期セッティングはKORG BX-3の上にYAMAHA MOTIF-ES7、その最上段に本機のセッティングであるため、オルガンと同時に使われることが多い。
- 向谷実
カシオペア在籍時ライブでは使用していなかったが、レコーディングでは1980年のアルバム『MAKE UP CITY』や翌年の『EYES OF THE MIND』等で使用。さらにその後もプロフェット5の倍の10音ポリで2段鍵盤となっているプロフェット10もレコーディングでは引き続き使用している。

### 海外
- ジョー・ザヴィヌル
- ハービー・ハンコック
- ジョージ・デューク
- ライル・メイズ
- ジャパン
- ホール＆オーツ
- TOTO
- マイケル・マクドナルド
- ニュー・オーダー
- ジャン・ミッシェル・ジャール
- クラフトワーク[11]
- ピーター・ガブリエル
- キース・レヴィン
- ラルフ・タウナー

## エミュレータ
音色を再現したソフトウェア・シンセサイザーとして、米国Wine Country ProductionsよりProphet Plus（日本未発売）、Native InstrumentsよりPro-53、ArturiaよりProphetV、u-heよりREPRO-5が発売されている。
ハードウェアとしては2006年にCreamwareよりPro-12 ASB、2007年にはプロフェット5の開発者であるDave Smithが設立したDave Smith InstrumentsよりProphet'08、2017年に本機の準復刻版であるProphet6が発表・市販されている。